# Hersilia jajat
Espèce
Hersilia jajat est une espèce d'araignées aranéomorphes de la famille des Hersiliidae.

## Distribution
Cette espèce est endémique du Sabah en Malaisie à Bornéo,.

## Publication originale
- Rheims & Brescovit, 2004 : Description of four new species of Hersiliidae (Arachnida, Araneae) from Kimabalu National Park, Sabah, Borneo, Malaysia. Journal of Natural History, vol. 38, no 22, p. 2851-2861.